# Golfclub Hoogland Amersfoort
Golfclub Hoogland Amersfoort is een golfclub in het buitengebied van Hoogland in de provincie Utrecht.
De golfclub heeft een 9 holesbaan, die in het mooie Hooglandse landschap ligt. Er staan mooie oude bomen en de Malewetering loopt door de baan. Er zijn binnen- en buiten-oefenfaciliteiten. Op de club werken twee professionals.

## Scorekaart
| Hole  | 1   | 2   | 3   | 4   | 5   | 6   | 7   | 8   | 9   | Totaal |
| ----- | --- | --- | --- | --- | --- | --- | --- | --- | --- | ------ |
| Par   | 4   | 3   | 4   | 4   | 4   | 3   | 4   | 3   | 5   | 34     |
| Heren | 330 | 121 | 388 | 322 | 357 | 163 | 257 | 129 | 413 | 2480   |
| Dames | 275 | 110 | 313 | 271 | 302 | 150 | 215 | 115 | 350 | 2101   |

Op hole 7 en 9 is voor de heren een backtee aangelegd.
De baan ligt aan de westkant van de Bunschoterstraat (N199) tussen Bunschoten en Amersfoort, ten Zuiden van de A1.